# M3 Stuart
Der Light Tank M3 war ein leichter US-amerikanischer Panzer, der vor dem Eintritt der Vereinigten Staaten in den Zweiten Weltkrieg entwickelt wurde und ab 1941 zum Einsatz kam. Seine Konzeption berücksichtigte bereits die Erfahrungen aus den ersten Kriegsjahren in Europa. Er war der erste amerikanische Panzertyp, der auch von den britischen Streitkräften eingesetzt wurde. Mit über 1.200 Fahrzeugen wurde er in den Jahren 1942 und 1943 in relevanter Menge zur Unterstützung der Roten Armee geliefert.

## Entwicklung
Der leichte Panzer M3 war eine Weiterentwicklung des Vorkriegsmodells M2 und ging Anfang 1941 in die Serienfertigung. Die Ereignisse auf dem europäischen Kriegsschauplatz hatten gezeigt, dass eine ausreichende Panzerung für Panzer zwingend erforderlich war. Die Forderung des Ordnance Department nach einer besseren Panzerung führte jedoch dazu, dass gleichzeitig für das zusätzliche Gewicht das Fahrwerk überarbeitet werden musste. Die kleinen Sichtluken in jeder der Turmplatten wurden als Schwachpunkte erkannt und mit gepanzerten Sichtblenden ersetzt. Das hintere Leitrad wurde so tief gesetzt, dass durch längere Auflage der Kette auf dem Boden der Bodendruck verringert werden konnte. Der Heckaufbau wurde verlängert und verbreitert und nach oben mit einer besseren Panzerung versehen. Diese Panzerung sollte den Schutz vor Bordwaffenbeschuss durch Flieger verbessern. Die Entwicklungsarbeit wurde im Rock Island Arsenal innerhalb weniger Monate durchgeführt und schon im Juli 1940 wurde der Panzer standardisiert.

## Technische Beschreibung
Sein Aufbau war konventionell, Motor im Heck und Getriebe im Bug. Das Laufwerk mit Evolutfederung entsprach dem der mittleren Panzer M3 Lee/Grant und M4 Sherman, hatte jedoch einen Rollenwagen mit zwei Laufrollen weniger. Das hintenliegende Leitrad war im Prinzip die fünfte Laufrolle. Zu Beginn der Serienfertigung waren Turm und Wanne genietet, dann wurde der Turm und zuletzt auch die Wanne geschweißt. Die Frontpanzerung war 38 mm stark, die Bugplatte 51 mm. Die Besatzung umfasste Fahrer und Funker im Bug, Kommandant und Richtschütze im Turm. Wie bei allen amerikanischen Panzern des Zweiten Weltkrieges verfügte der Kommandant über einen 360°-M6-Winkelspiegel zur Beobachtung des Gefechtsfeldes unter Panzerschutz. Die Bewaffnung bestand aus einer 37-mm-KwK und drei 7,62-mm-MGs. Als Antrieb diente ein 7-Zylinder-Sternmotor von Continental Motors mit 250 oder 262 PS. Abweichend davon hatten 711 Fahrzeuge einen 9-Zylinder-Dieselmotor Guiberson A-1020 (ebenfalls ein Sternmotor). Der M3 erreichte eine Geschwindigkeit von über 58 km/h und hatte einen Fahrbereich von 112 km.
Die Gefechtsmasse stieg von 12,4 t beim M3 bis auf 14,4 t beim M3A3.

## Produktion
Die Produktion begann im März 1941 bei American Car & Foundry. Dort wurden zuvor die Light Tank M2 A4 in Serienfertigung am Fließband produziert und die Fertigung des Light Tank M3 schloss unmittelbar an den Vorgänger an.
Während die Produktion des M3 anlief wurde schon im März 1941 von einem genieteten auf einen geschweißten Turm umgestellt. Dies reduzierte das Gewicht, verringerte aber auch das Risiko von abplatzenden Nieten, wenn das Fahrzeug am Turm getroffen wurde. Einige Zeit später wurde ein runder, teils gegossener Turm eingeführt, der sich bewährte und noch bis zum M5 verwendet wurde.
Die nächsten Nachbesserungen waren Mitte 1941 die horizontale Kreiselstabilisierung der Kanone, die ein Feuern aus der Fahrt ermöglichte, und im Herbst 1941 zwei zusätzliche 25 gal-Tanks am Fahrzeugheck die im Notfall abgeworfen werden konnten, um die Reichweite zu vergrößern. Ab Beginn des Jahres 1942 wurde auch die Wanne vollständig geschweißt.
Eine äußerlich nicht zu erkennende Variante war eine Serie von 500 Fahrzeugen, die mit einem T1020 Guiberson Diesel-Motor versehen wurde. Gelegentlich sind diese als Light Tank M3 (Diesel) in der Literatur zu finden.
Die letzten Light Tank M3 wurden im August 1942 fertiggestellt.

### Light Tank M3 A1

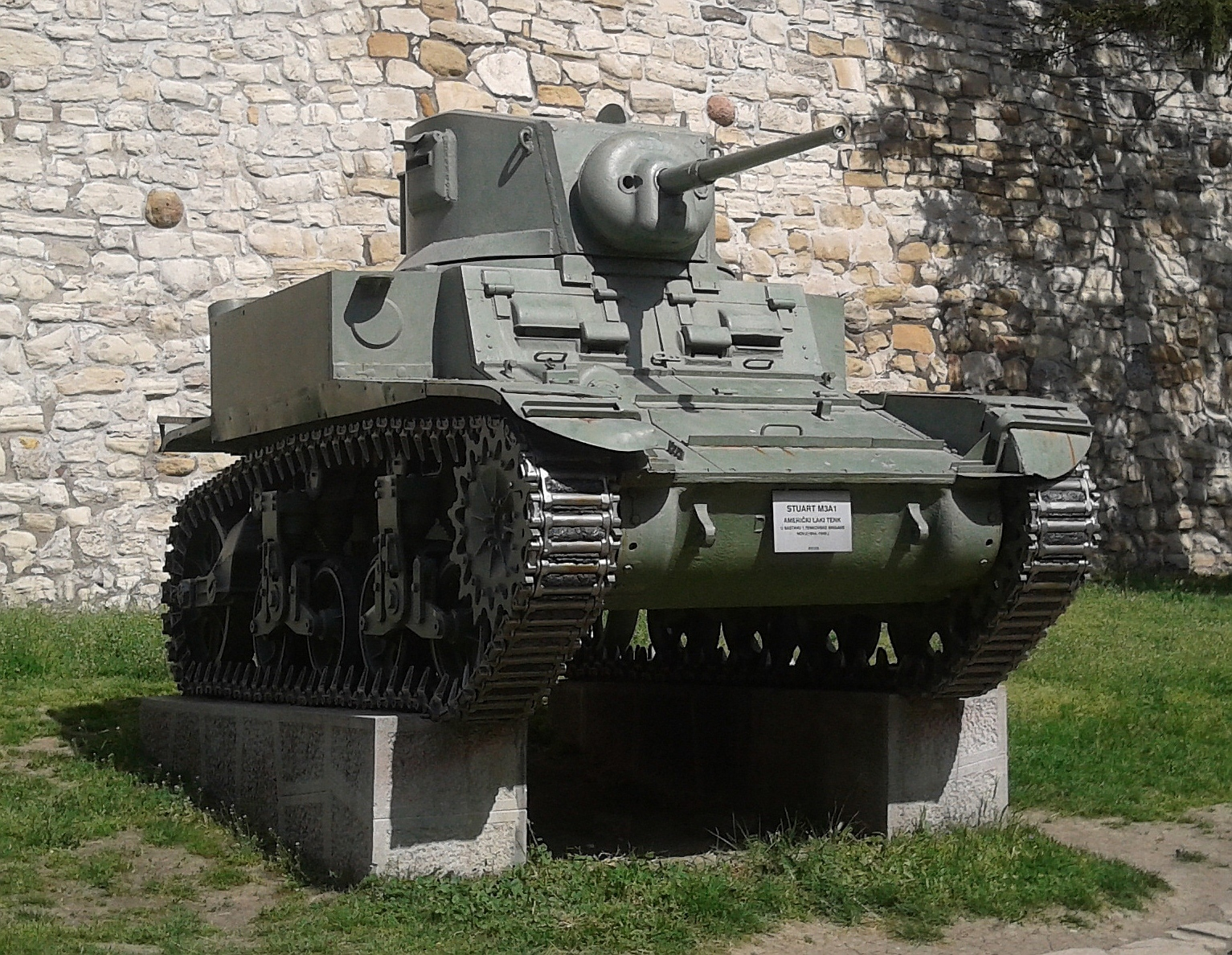
M3-A1 Stuart

Gebaut ab Juni 1942 wurden einige Verbesserungen implementiert. Seine Erprobung begann im August 1941 und wurde sofort abgeschlossen. Zur Gewichtseinsparung entfiel die Turmkuppel. Doch die kreiselstabilisierte Abfeuerung der Kanone war serienmäßig und ein verbessertes, automatisches Turmschwenkwerk gehörte zu dieser Ausführung. Die zwei zusätzlichen nach vorne gerichteten Maschinengewehre in der seitlichen Panzerung des Aufbaus wurden endgültig weggelassen, um mehr Platz zu schaffen und Gewicht zu sparen. Die Briten hatten diese bei vielen der gelieferten M3 entfernt, da der Nutzen im Einsatz gering war.

### Light Tank M3 A2
Die Bezeichnung M3 A2 hatte man im März 1942 vorsehen, um die Fahrzeuge mit einer geschweißten Wanne von denen mit der genieteten Wanne zu unterscheiden. Doch diese produktionstechnische Veränderung war für den Einsatz und die Nutzung nicht relevant. So wurde diese Bezeichnung in der Praxis nicht verwendet.

### Light Tank M3 A3

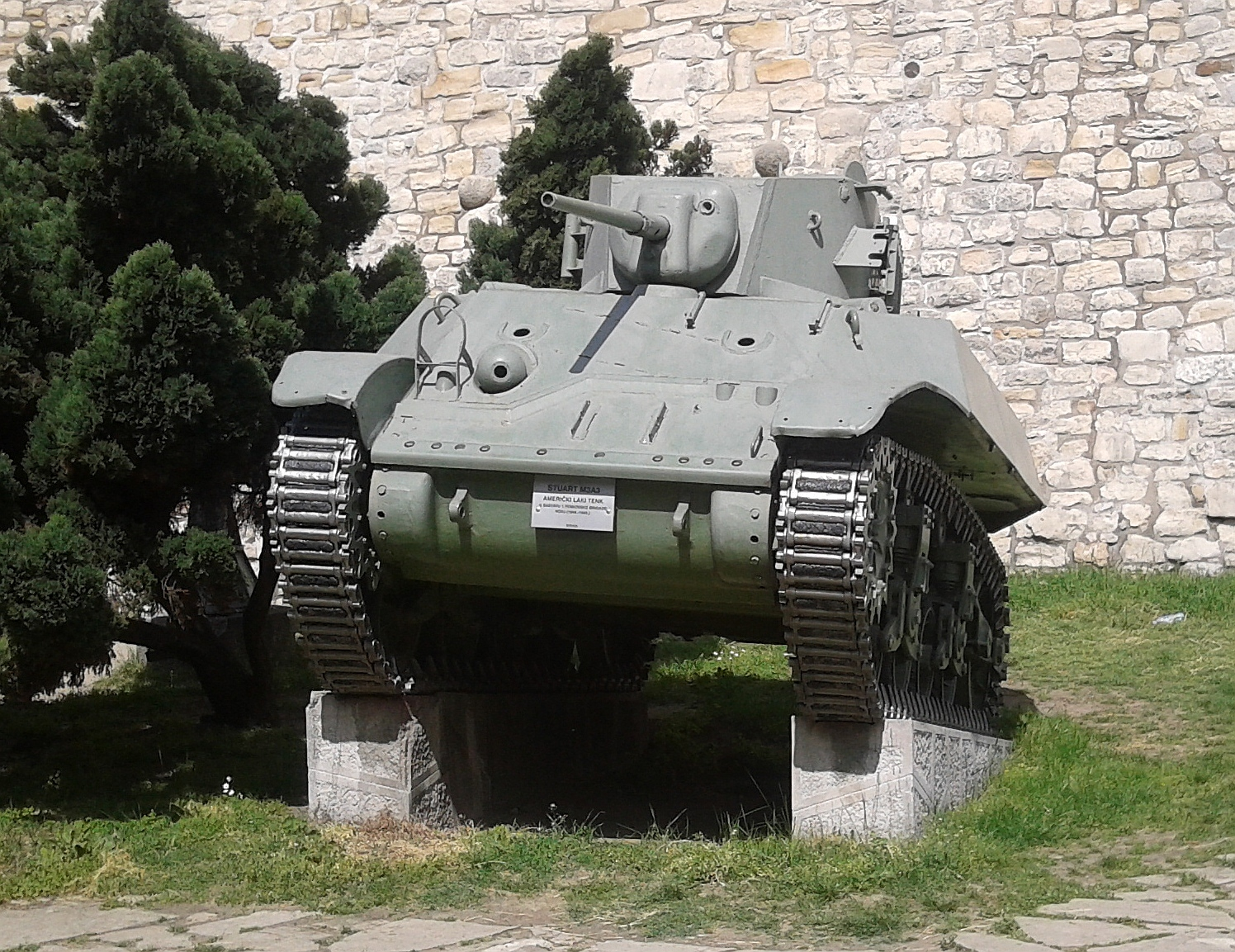
M3-A3 Stuart

Der Light Tank M3 A3 zeigte eine vollständig geänderte Oberwanne, die auch Auswirkung auf die Gestaltung des Innenraums hatte. In dieses neue Fahrzeug flossen wiederum zahlreiche der Erfahrungen der britischen Streitkräfte in Nordafrika ein. Die neue Wanne war vollständig geschweißt und verlängert. Die nun gewinkelte Frontplatte hatte eine bessere geschossabweisende Funktion und bot zudem deutlich mehr Platz für den Fahrer und den Schützen am Bug-MG. Das Fahrzeug konnte mehr Munition und Kraftstoff in der gepanzerten Wanne mitführen. Die in Afrika wichtigen seitlichen Sandschürzen waren serienmäßig vorhanden. Offiziell eingeführt im August 1942 ging er zu Beginn des Jahres 1943 in die Fertigung.
- M3 – 5.811 Stück
- M3A1 – 4.621 Stück
- M3A3 – 3.427 Stück

Die drei Versionen des Light Tank M3 kamen auf eine Stückzahl von 13.859.

## Britische M3
Dieser Panzer wurde bei den britischen Streitkräften, wie auch sein später entwickelter Nachfolger, der Light Tank M5 A1, unter der Bezeichnung „Stuart“ (benannt nach J. E. B. Stuart, einem General des amerikanischen Bürgerkrieges) bekannt. Der ebenfalls britische Kosename Honey war eine Anspielung auf seine geringe Größe aus der Umgangssprache des Englischen, was so viel wie „Liebling“ bedeutet. Die Briten passten die gelieferten Panzer in der Regel den eigenen Bedürfnissen möglichst an. So erhielten einige Panzer die seitlich am Turm montierten Nebelkerzenanlagen und frühe Fahrzeuge wurden zumeist mit den seitlichen Sandschutzblechen ausgerüstet.

### Stuart I
Light Tank M3 mit Continental Motor

### Stuart II (Stuart Hybrid)
Light Tank M3 mit Diesel-Motor

### Stuart III
Light Tank M3 A1 mit Continental Motor

### Stuart IV (Stuart Hybrid)
Light Tank M3 A1 mit Diesel-Motor

### Stuart V
Light Tank M3 A3
Britische Panzer wurden weitergegeben an:
- China (1st Provisional Tank Group)
- Indien (7th Cavalry)
- Neuseeland
- Australien
- Polen
- Tschechoslowakei
- Jugoslawien

## Weiterentwicklung
Der M5 löste den M3 Anfang 1943 in der Serienfertigung ab.

## Versionen
Der Light Tank M3 wurde aufgrund seiner relativ langen Produktionszeit und großen Stückzahl für viele Umbauten und Erprobungen genutzt.

## Einsatz

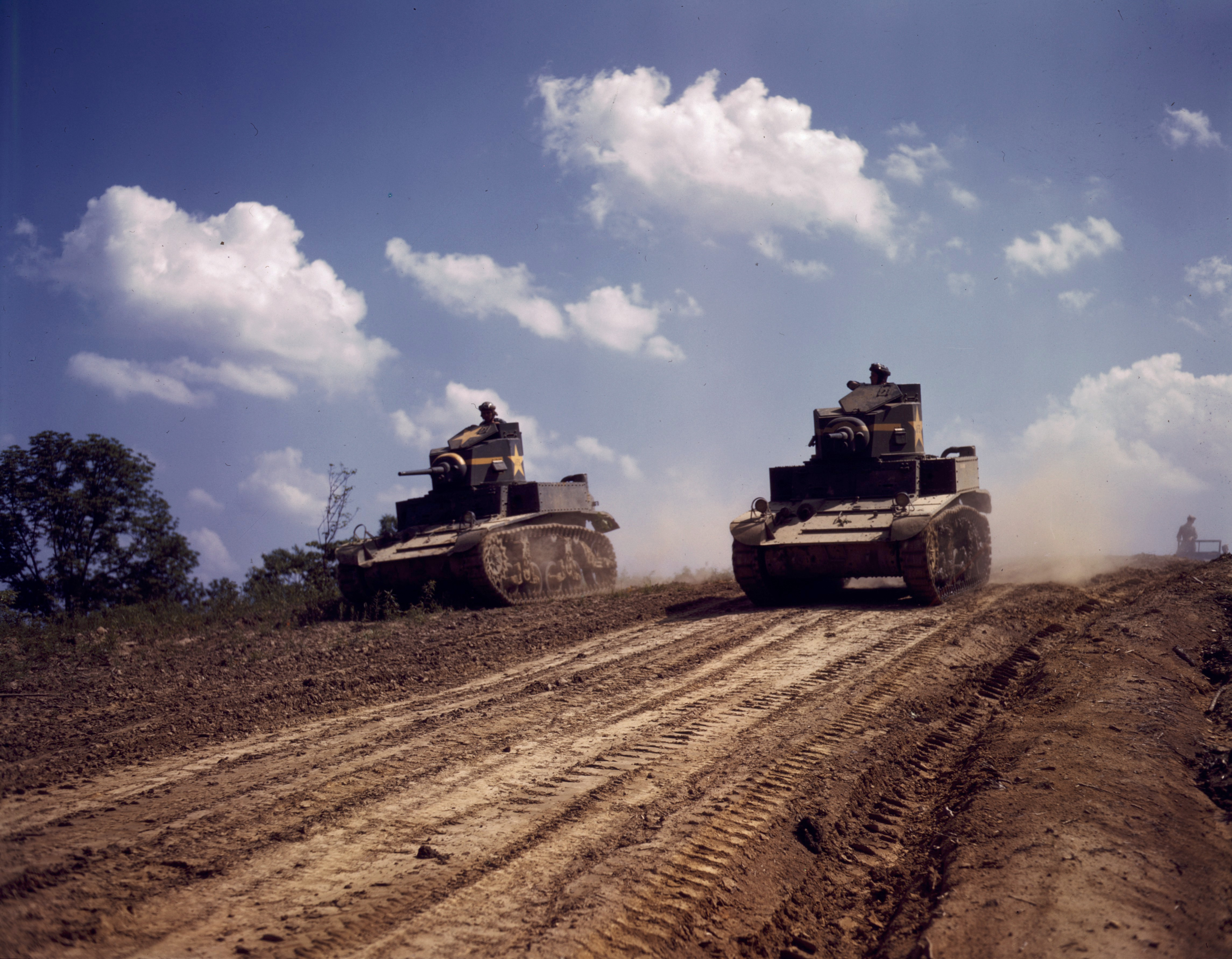
Light Tank M3 – Fort Knox, VI,1942

Die Entwicklung leichter Panzer für die US Army war in den Jahren bis 1942 der Entwicklung mittlerer oder schwerer Typen deutlich voraus. Aus diesem Grund stützte sich die US Army in den ersten Jahren des Zweiten Weltkrieges auf Fahrzeuge wie den Light Tank M2 und M3. Das amerikanische Offizierskorps der frühen Kriegsjahre hatte im Ersten Weltkrieg in Frankreich gekämpft und die schnelle und vollständige Niederlage der französischen Streitkräfte stellte jede zu diesem Zeitpunkt existierende militärische Doktrin in Frage. Eine der hieraus folgenden Reaktionen war die Gründung der US Armored Force, der amerikanischen Panzertruppe. Es folgte eine Reorganisation der Einheiten, die mit Panzern ausgerüstet waren, und das erste neu entwickelte Fahrzeug für die Armored Force war der Light Tank M3.
Die US Army stellte zwei Arten neuer Verbände auf, die unabhängigen Tank Battalions und die Armored Divisions. In den Armored Division war ein Bataillon mit den Light Tank M3 ausgerüstet.

### Lend&Lease
Light Tank M3 wurden im Rahmen des Pacht- und Leih-Abkommens (Lend-Lease-Act) auch an Großbritannien und die Sowjetunion geliefert. Die britischen Streitkräfte hatten bei der Niederlage in Frankreich einen großen Teil ihrer modernen Ausrüstung verloren und versuchten durch Zukäufe diese schnellstmöglich auszugleichen, bevor Deutschland zu einem Angriff auf die britische Insel in der Lage war. Es wurden eine große Zahl der Typen M2 A4 und M3 Light Tank bestellt. Schon im Sommer 1941 verfügte die britische Armee über hunderte M3 Light Tank, die auch zur Ausstattung der 4th Armoured Brigade der 7th Armoured Division in Ägypten gehörten. Dabei hatten die Briten Schwierigkeiten den Light Tank innerhalb ihrer eigenen Einsatzdoktrin zu positionieren. Da er zu leicht gepanzert war, war er kein Infantry Tank und da seine Bewaffnung schwach und der Turm klein war, war er kein Cruiser Tank. Letztlich wurden die M3 wie Cruiser Tanks eingesetzt und die Kommandanten erhielten einen Sitz, damit der Mann für das Bug-MG auch als Ladeschütze arbeiten konnte. Weitere Anpassungen betrafen speziell den Einsatz in der Wüste.

#### Nordafrika
Der erste Einsatz der Light Tank M3 im November 1941 verlief katastrophal und das Deutsche Afrika Korps erwischte die 4th Armoured Brigade, bestehend aus 8th King’s Royal Irish Hussars, 3rd und 5th Royal Tank Regiment mit insgesamt 165 M3 Stuart unerwartet verlustreich. Am 19. November traf die Brigade gegen 16:00 Uhr bei Gabr Saleh auf eine gemischte deutsche Kampfgruppe der 21. Panzer-Division (Gruppe Stephan unter Oberstleutnant Stephan). Die Briten verloren hier 23 der neuen Panzer. Am 22. November wurden die 8th Hussars von einem Vorstoß des Panzer-Regiment 8 der 15. Panzer-Division getroffen. Gegen 19:00 Uhr stießen die deutschen Panzer in den Bereitstellungsraum und die 8th Hussars verloren dort weitere 35 Panzer. Am Ende der Kämpfe am 23. November zählte die 4th Brigade gerade noch 4 Panzer. Die Probleme, der ersten Kämpfe in der Wüste wurde jedoch nicht ausschließlich der Unterlegenheit des M3 Light Tank angelastet, denn seine 37-mm-Kanone war besser als die 2-pdr-Kanone vieler britischer Panzer. Die deutsche Taktik verschiedene Waffen zu kombinieren dominierte in dieser Zeit das Schlachtfeld.
Nachdem die Briten ab Ende 1942 als Nachschub die neuen mittleren amerikanischen Panzertypen M3 Grant (Lee) und M4 Sherman erhielten, verwendeten die Commonwealth-Streitkräfte die Light Tank M3 hauptsächlich zur Aufklärung, denn in dieser Funktion kam ihm seine hohe Geschwindigkeit von ca. 60 km/h zugute. Im direkten Kampf gegen andere Panzer war er wegen seiner relativ schwachen Bewaffnung und Panzerung von eher geringem Wert, und zahlreiche Stuarts, die auf größere und stärkere deutsche Panzer stießen, zogen fast zwangsläufig den Kürzeren. Selbst den italienischen M13/40-Panzern gelang es relativ leicht, den M3 zu zerstören. Eine fast bizarre Begebenheit ereignete sich bei den Kämpfen im späten Jahr 1942 in Tunesien, als ein 37-mm-Treffer am Turm durch einen Stuart kurzzeitig den Ausfall eines Tiger-Panzers verursachte, indem dieser seinen Turmschwenkmechanismus blockierte.

### Pazifik
Der erste Kampfeinsatz der M3 Light Tanks bei der US Army erfolgte nach dem Kriegsbeginn am 7. Dezember 1941 auf den Philippinen. Zwei Panzerbataillone, das 192nd und das 194th Tank Battalion war an den Abwehrkämpfen gegen die japanischen Angreifer beteiligt. Zumeist deckten die Panzer als mobile Nachhut den Rückzug der US Army auf die Halbinsel Bataan. Auch hier zeigte sich, wie schwierig für das Offizierskorps der Einsatz der neuen Panzertruppe war und tatsächlich kam es zu einigen Panzergefechten gegen die Japaner. Auch die Briten verfügten über einen Panzerverband mit M3 Light Tanks, das 7th Hussars, welches für den Einsatz in Singapur vorgesehen war. Doch als die Stadt im Dezember 1941 von den Japanern erobert wurde, war es noch nicht eingetroffen und wurde stattdessen nach Burma geschickt. Der Verband leistete während seiner Nachhutgefechte hartnäckigen Widerstand, doch nur noch ein einzelner M3 erreichte Indien.
Auf dem pazifischen Kriegsschauplatz blieben die leichten amerikanischen Panzer ein echter Gegner für die japanischen Panzer, die weder stark gepanzert noch gut bewaffnet waren. Die japanische Panzerabwehr wurde erst im letzten Kriegsjahr ein relevanter Faktor. Nach der Niederlage auf den Philippinen begann das US Marine Corps 1941 mit der Aufstellung eigener Panzerverbände. Die Inseln und Regenwälder der südlichen Pazifik-Region waren kein Gelände, welches besonders gut für Panzer geeignet war. Doch schafften es die Marines ihre Fahrzeuge im mittleren Pazifik gelegentlich erfolgreich zum Einsatz zu bringen. Insbesondere in der letzten Phase der Kämpfe um Tarawa im Jahr 1943 wurden leichte Panzer eingesetzt. Doch es stellte sich heraus, dass die 37-mm-Kanonen der M3A1 nur geringe Wirkung gegen die aus Kokosnus-Palmen gebauten Bunker der Japaner hatten. Deshalb rüstete das Marine Corps zahlreiche M3 A1 zu Satan-Flammpanzern um. Ab 1945 trafen die amerikanischen Panzertruppen vermehrt auf 47-mm-Panzerabwehrkanonen, Panzerminen und Haftminen, was die Army und das Marine Corps dazu veranlassten auf die mittleren M4 Sherman zu setzen.

#### Sowjetunion
Die Rote Armee vermied es nach einigen Verlusten, die Light Tank M3 weiter als Kampfpanzer einzusetzen, und verwendete sie ebenfalls praktisch nur zur Aufklärung.

### Operation Torch
Die amerikanischen Streitkräfte setzten den Light Tank M3 im Light Tank Battalion der 1st US Armored Division bei der eigenen Operation im November 1942 in Nordafrika ein. Die amerikanische Führung hatte die Warnungen im Hinblick auf die Kampfkraft des Light Tank M3 der Verbindungsoffiziere der britischen 8th Army ignoriert. Die Gefechte zeigten eine deutliche Unterlegenheit der leichten amerikanischen Panzer und im Frühjahr 1943 drängten die Kommandeure der leichten Tank Battalions darauf, als nicht mehr benötigt eingestuft und aus dem Fronteinsatz genommen zu werden. Die amerikanischen Befehlshaber in Nordafrika, General Omar Bradley und General George S. Patton, empfahlen hingegen, dass die leichten Panzer nur noch für die Aufklärung und für die Sicherung der Flanken eingesetzt werden sollten.

### Europa
Die Ergebnisse des Nordafrika-Einsatz waren eindeutig und die US Army plante den Austausch der M3 und M5 Light Tanks. Doch das ersatzweise geplante Fahrzeug M7 wurde nicht realisiert. Das amerikanische Oberkommando war nicht gewillt, die M3 und M5 aus dem Dienst zu nehmen. Stattdessen wurden die amerikanischen Panzereinheiten neu gegliedert. Neben einer kleineren Zahl von leichten Panzerbataillonen erhielten die normalen Panzerbataillone drei mittlere Kompanien und eine leichte Kompanie. Damit wurde der M4 Sherman zum Hauptkampfpanzer des Bataillons, während die leichten M3 und M5 Panzer eine unterstützende Rolle einnahmen.
Im Sommer 1944 hatte die US Army ihren eigenen Fahrzeugpark vollständig auf den neueren Typen M5 A1 umgestellt. Doch die Commonwealth-Staaten und die verbündeten Streitkräfte waren immer noch zu einem größeren Teil mit den verschiedenen M3-Typen ausgerüstet, die als Stuart geführt wurden. Nach der gelungenen Operation Overlord zeigte sich, wie gefährlich das Bocage-Gelände der Normandie für leichte Panzer war. Die deutschen Panzerabwehrwaffen wirkten sich auf die Besatzung eines leichten Panzers deutlich fataler aus, als bei den mittleren Panzern. Die Verluste unter den Besatzungen waren im Sommer so hoch, dass das Hauptquartier der 12th Army Group eine Eingabe machte die leichten M5 A1 alle gegen M24 auszutauschen, diese waren aber noch gar nicht ausreichend verfügbar.
Die Kampfverluste in Nordwesteuropa (European Theatre of Operations, ETO) beliefen sich bei der US Army für die Baureihe M3, M5 und M24 auf 1507 Fahrzeuge, bei der British Army für die Typen M3 und M5/Stuart VI auf 248 bzw. 185.

### Verwendung bei der Wehrmacht
Einzelne in Nordafrika und an der Ostfront erbeutete M3 Stuart wurden laut einem Autor von der Wehrmacht unter der Bezeichnung M3 740(a) eingesetzt. Die Verwendung und die Markierung mit deutschen Abzeichen ist unstrittig, allerdings wird in den Gefechtsberichten nur die Bezeichnung Beute-Panzer Mk III für die M3 Light Tank verwendet. An der Ostfront erbeutete M3 Stuart wurden meist ohne Turm als Vollkettenschlepper eingesetzt. Die deutschen Truppen in Nordafrika verwendeten den Light Tank M3 hingegen als Kampfpanzer. Unter anderem wurden zwölf erbeutete M3 Stuart zeitweise in der „Kampfstaffel des Oberbefehlshabers“ Erwin Rommel eingesetzt.

### Zusammenfassung
Der M3 Stuart wurde auch in einigen Vorstoßtrupps der United States Army eingesetzt und immer von einem Infanterietrupp aus bis zu 8 Infanteristen begleitet. Sofern auf dem Turm ein Flugabwehr-MG angebracht war, hatte der Gruppenführer die Möglichkeit, sich auf das Panzerheck zu knien und im Schutz des Panzerturms seine Gruppe mit diesem Maschinengewehr zu unterstützen. Er wurde selten als Kampfpanzer eingesetzt, dafür umso mehr wegen seiner Schnelligkeit hauptsächlich zur Aufklärung, wobei er sich gut bewährte.

## Nutzung nach dem Zweiten Weltkrieg
Nach 1945 wurden die M3 und M5 von den USA nicht mehr eingesetzt, da sie technisch überholt waren. Einige der mit den USA verbündete Länder übernahmen zahlreiche Fahrzeuge und setzten diese – wie auch einige Länder in der Dritten Welt – noch einige Jahre ein.

### Verwendung in Paraguay
Paraguay hat 2016 einige Light Tank M3 und M4 Sherman bei der Ausbildung neuer Panzerbesatzungen eingesetzt.